# Danh sách đảo ở Bulgaria
Dưới đây là danh sách các đảo ở Bulgaria.

## Đảo ởDanube
- Đảo Belene (cũng gọi là Persin)
- Đảo Kozloduy
- Đảo Vardim
- Đảo Mishka
- Đảo Pozharevski ostrovi (Golyam Pozharevo and Malak Pozharevo)

## Đảo ởbiển Đen
- Đảo St. Thomas (cũng gọi là Snake, đừng lẫn lộn với Snake, cũng ở Biển Đen)
- Đảo St. Anastasia (cũ Bolshevik)
- Đảo St. Ivan
- Đảo St. Cyricus
- Đảo St. Peter